# Vittoria Bussi
Vittoria Bussi (Roma, 19 marzo 1987) è un'ex ciclista su strada ed ex pistard italiana. È la detentrice del record dell'ora femminile.

## Carriera
Nata a Roma, ha frequentato il Liceo Classico Statale Francesco Vivona; si è laureata in Matematica alla Sapienza - Università di Roma nel luglio 2010. Nel 2014 ha conseguito il dottorato di ricerca in Matematica a Oxford e ha ottenuto un posto di Post-Dottoranda nell'ICTP di Trieste. Nel 2016 ha deciso di lasciare la Matematica per diventare un'atleta professionista nel ciclismo.
Attiva tra le Elite UCI dal 2013, nel 2014 veste la maglia della SC Michela Fanini-Record-Rox e nel 2015 quella della Servetto-Footo, partecipando a prove del calendario internazionale e di Coppa del mondo, e concludendo terza nel campionato italiano a cronometro 2014.
Il 13 settembre 2018 al velodromo di Aguascalientes, in Messico, stabilisce al terzo tentativo il record dell'ora femminile con la distanza di 48,007 km, superando di 27 metri la distanza percorsa nel 2016 dalla statunitense Evelyn Stevens. Per questo successo nel 2019 viene insignita del Collare d'oro al merito sportivo del CONI.
Nuovamente attiva anche nelle cronometro su strada, si classifica seconda ai campionati italiani di specialità nel 2018, nel 2019, preceduta in entrambe le occasioni da Elena Cecchini, e nel 2020, battuta da Elisa Longo Borghini; è inoltre terza alla Ljubljana-Domžale-Ljubljana TT 2019 in Slovenia. Nello stesso 2019, visti i buoni risultati, viene anche convocata in Nazionale dal CT Edoardo Salvoldi per le prove a cronometro dei campionati europei di Alkmaar e dei campionati del mondo nello Yorkshire, in cui conclude rispettivamente undicesima e 35ª.
Si migliora nella stagione 2020: ai campionati europei a Plouay conquista il quinto posto nella prova individuale e la medaglia di bronzo nella staffetta mista, mentre ai campionati del mondo a Imola si classifica decima, miglior italiana, nella cronometro individuale.
Il 13 ottobre 2023, ancora ad Aguascalientes, stabilisce nuovamente il record dell'ora femminile con la distanza di 50,267 km, togliendolo a Ellen van Dijk e diventando la prima donna a superare la distanza dei 50 km nella specialità. Per questa impresa riceve il suo secondo Collare d'oro al merito sportivo del CONI. Il 10 maggio 2025, sempre ad Aquascalientes, ritocca il record di 188 m, arrivando a percorrere 50,455 km.
Nel 2024 ha tentato di mettere a segno il record del mondo dell'inseguimento individuale su pista, chiudendo con il primato italiano. Tra il 10 ed il 16 maggio 2025, ad Aguascalientes, migliora ulteriormente il suo record dell'ora, portandolo a 50,455 km, e firma il primato mondiale nella 4 km su pista con il crono di 4'23"642.

## Palmarès

### Strada
- 2021 (una vittoria)

1ª tappa Tour de Feminin (Krásná Lípa > Krásná Lípa, cronometro)

## Piazzamenti

### Competizioni mondiali
- Campionati del mondo su strada

Yorkshire 2019 - Cronometro Elite: 35ª
Imola 2020 - Cronometro Elite: 10ª

### Competizioni europee
- Campionati europei su strada

Alkmaar 2019 - Cronometro Elite: 11ª
Plouay 2020 - Cronometro Elite: 5ª
Plouay 2020 - Staffetta mista: 3ª
Trento 2021 - Cronometro Elite: 8ª